# جزیره رابینسون کروزوئه
جزیره رابینسون کروزوئه (به اسپانیایی: Isla Robinson Crusoe) یک جزیره در شیلی است.

## ویژگی‌ها
جزیره رابینسون کروزوئه ۴۷٫۹۴ کیلومترمربع مساحت و ۸۴۳ نفر جمعیت دارد و ۹۱۵ متر بالاتر از سطح دریا واقع شده‌است.

## شهرت و دلیل نام‌گذاری
دلیل اصلی شهرت این جزیره این است که محل اقامت ملوان دورافتاده الکساندر سلکرک از سال ۱۷۰۴ تا ۱۷۰۹ بوده‌است و دانیل دفو داستان رابینسون کروزوئه را با الهام از وی در سال ۱۷۱۹ نوشته‌است. دولت شیلی در سال ۱۹۶۶ به منظور انعکاس فرهنگ ادبی مربوط به این جزیره و نیز جذب گردشگران، نام جزیره را به رابینسون کروزوئه تغییر داد.
بیشتر ساکنان کنونی جزایر خوان فرناندز اکنون در جزیره رابینسون کروزوئه و یه ویژه مرکز آن شهر سن خوان باتیستا زندگی می‌کنند.